# 淡目苏丹国

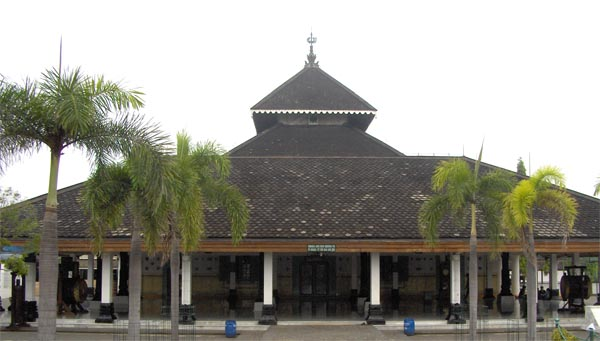
淡目大清真寺

淡目苏丹国（Sultanate of Demak）是印度尼西亚爪哇岛东北部的一个伊斯兰教王国。原为印度教王国满者伯夷的领地，15世纪初，由穆斯林商人传入伊斯兰教。1475年，淡目的地方长官拉登·帕塔在穆斯林商人的支持下宣告独立，定都淡目。当时的淡目是香料和谷物贸易的重要港口，并且是爪哇岛上的伊斯兰教传播中心，因此淡目国国力强盛。拉登·帕塔的继任者优努斯曾两度攻打葡萄牙统治下的马六甲。特林卡纳在位时，征服满者伯夷，占有爪哇岛大部分地区。1546年，特林卡纳战死，特林卡纳之婿、巴章地方领主阿迪威查夺取王位，迁都巴章，建立巴章国，僅40年于1586年旋被马打蓝国接管。